# Sauveterre-de-Comminges
Sauveterre-de-Comminges è un comune francese di 740 abitanti situato nel dipartimento dell'Alta Garonna nella regione dell'Occitania.

## Società

### Evoluzione demografica
Abitanti censiti